# Chrotogonus arenicola
Chrotogonus arenicola är en insektsart som beskrevs av Kevan, D.K.M. 1952. Chrotogonus arenicola ingår i släktet Chrotogonus och familjen Pyrgomorphidae. Inga underarter finns listade i Catalogue of Life.